# Desa Wonosegoro (administrativ by i Indonesien, lat -6,98, long 109,79)
Desa Wonosegoro är en administrativ by i Indonesien.   Den ligger i provinsen Jawa Tengah, i den västra delen av landet, 300 km öster om huvudstaden Jakarta.